# علم الأرصاد الإجمالي

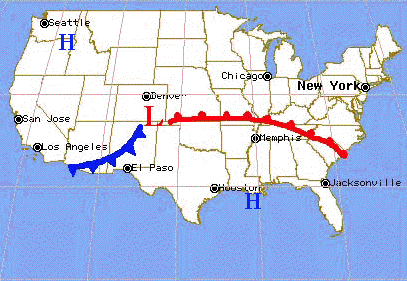

علم الأرصاد الإجمالي  في علم الأرصاد الجوية هو دراسة أحوال الطقس على نطاق عرضي أكبر من 1000 كيلومتر.
إن أغلب مناطق المرتفعات والمنخفضات الجوية التي تشاهد في أغلب الأحيان على خرائط الطقس مثل تحليل الطقس السطحي هي في الواقع دراسة لأنظمة طقس إجمالي (شمولية).